# Општина Врховине
Општина Врховине се налази у сјеверној Лици, у саставу Личко-сењске жупаније, Република Хрватска. Сједиште општине је у Врховинама. Према прелиминарним подацима са последњег пописа 2021. године у општини је живело 666 становника.

## Географија
Општина се налази између општине Плитвичка Језера и града Оточца, на обронцима Мале Капеле. Својим малим дијелом на сјеверу граничи се са Карловачком жупанијом.

## Историја
Кроз Врховине је пролазила "личка пруга" која повезује Плитвичка језера и Огулин. Од великог значаја је одувек била месна жељезничка станица где су туристи силазили са воза. Врховине је 18. јуна 1931. године посетио југословенски краљ Александар II Карађорђевић. Дочекао га је са народом, и поздравио пригодним говором председник општине Врховине, Стојан Кончар.
До територијалне реорганизације у Хрватској општина се налазила у саставу бивше општине Оточац. У периоду од 1991. до августа 1995, насеља општине су припадала Републици Српској Крајини.

## Насељена мјеста
- Врховине
- Горње Врховине
- Горњи Бабин Поток
- Доњи Бабин Поток
- Залужница
- Рудопоље
- Турјански

## Становништво
Већинско становништво су Срби. Према попису становништва из 2011. године, општина Врховине је имала 1.381 становника.

### Попис 2011.
На попису становништва 2011. године, општина Врховине је имала 1.381 становника, следећег националног састава:
| Попис 2011.‍   | Попис 2011.‍ | Попис 2011.‍ | Попис 2011.‍ | Попис 2011.‍ |
| ------------- | ----------- | ----------- | ----------- | ----------- |
|               |             |             |             |             |
| Срби          | Срби        |             | 1.108       | 80,23%      |
| Хрвати        | Хрвати      |             | 176         | 12,74%      |
| неизјашњени   | неизјашњени |             | 76          | 5,50%       |
| остали        | остали      |             | 21          | 1,52%       |
| укупно: 1.381 |             |             |             |             |

### Попис 2021.
На попису становништва 2021. године, општина Врховине је имала 653 становника, следећег националног састава:
| Попис 2021.‍ | Попис 2021.‍ | Попис 2021.‍ | Попис 2021.‍ | Попис 2021.‍ |
| ----------- | ----------- | ----------- | ----------- | ----------- |
|             |             |             |             |             |
| Срби        | Срби        |             | 311         | 47,63%      |
| Хрвати      | Хрвати      |             | 217         | 33,23%      |
| неизјашњени | неизјашњени |             | 9           | 1,37%       |
| остали      | остали      |             | 116         | 17,76%      |
| укупно: 653 |             |             |             |             |